# Federazione cestistica dell'Uruguay
La Federazione cestistica dell'Uruguay è l'ente che controlla e organizza la pallacanestro in Uruguay.
La federazione controlla inoltre la nazionale di pallacanestro dell'Uruguay e ha sede a Montevideo.
È affiliata alla FIBA dal 1936 e organizza il campionato di pallacanestro dell'Uruguay.